# Placa Juan de Fuca

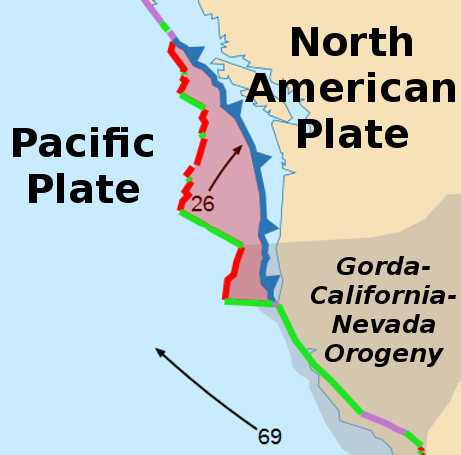
Placa Juan de Fuca

A placa Juan de Fuca é uma placa tectônica localizada a oeste dos Estados Unidos, ao longo da costa dos estados do Oregon e Washington, e do Canadá, ao longo da costa da Ilha Vancouver, no sul do estado da Colúmbia Britânica. Tem uma área de 250 mil quilômetros quadrados.
É nomeada em homenagem ao explorador grego Juan de Fuca (1536-1602), que também nomeou o Estreito de Juan de Fuca.